# Dottrina delle segnature
La dottrina delle segnature (dal latino signatura, cioè «firma») è un'antica forma di conoscenza che studia l'aspetto, o appunto il «segno», con cui ogni elemento naturale di origine animale, vegetale o minerale si presenta, svelando per analogia la sua funzione terapeutica delle parti del corpo umano più simili ad esso.

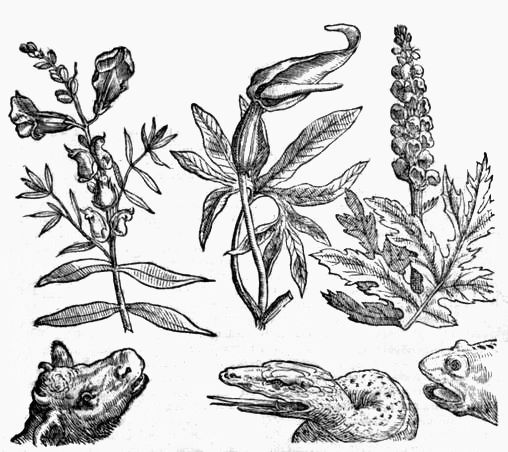
Corrispondenze analogiche tra piante e animali in un'incisione di Giambattista della Porta (1588).

Sviluppata da medici, botanici e alchimisti durante il Medioevo e il Rinascimento, tale dottrina si basava sulla corrispondenza ermetico-filosofica tra macrocosmo e microcosmo, ravvisando un rapporto di simpatia ovvero di affinità tra il mondo e l'essere umano, per cui ad esempio una noce ha una relazione occulta col cervello per via della loro somiglianza, o la forma di un fagiolo con quella dei reni.
Lo studio, applicato soprattutto alle piante medicinali, si estendeva ai nessi tra sagome, colori, odori, posizioni, tempi di manifestazione, caratteri, esiti patologici, temi astrali, temperamenti umorali, e diverse altre qualità, ritenute soggiacenti a un comune archetipo spirituale.

## Storia

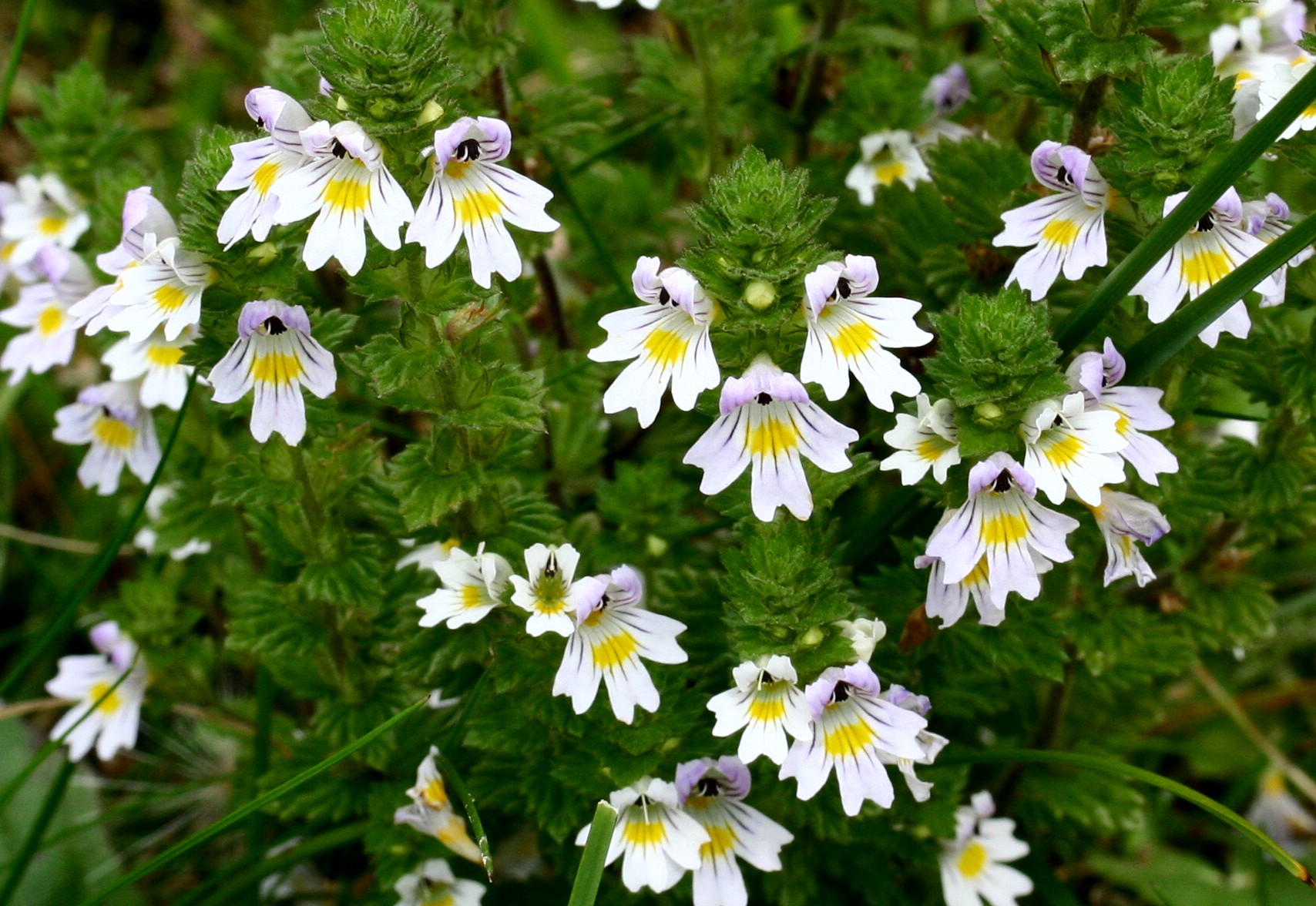
LEuphrasia, usata per le infezioni agli occhi, essendo i suoi fiori ritenuti somiglianti all'occhio umano.

Sin dai tempi antichi, l'uso delle piante medicinali faceva parte di quel complesso di conoscenze magico-religiose, diffuse in Egitto, Medio Oriente, India, Cina, che concepivano il cosmo come un organismo vivente, le cui parti, astrale, minerale, vegetale, animale, risultavano connesse da fenomeni di «simpatia» universale (dal greco syn-patheia, «sentire insieme»).
Il mondo greco riprese queste dottrine, sia nella riflessione teorica di Platone e Aristotele, sia nella pratica medica di Ippocrate e Galeno. Il termine greco pharmakon («rimedio») è stato associato in proposito all'egiziano phrt nt hk, così come lo stesso egiziano kmt («nero») avrebbe dato luogo al greco khemia («magia nera»), e attraverso questo all'arabo al-kimiya («alchimia»).
Un altro fra i più autorevoli medici e botanici greci fu Dioscoride, autore di un trattato, De materia medica, che ricollega l'origine dei farmaci alla storia della creazione del cosmo, offrendo una teoria completa per la quale ad esempio i profumi discendono dall'età dell'Oro, e i minerali da quella del Ferro. I primi, associati al caldo, venivano prescritti per il trattamento dell'umidità in eccesso come nei disturbi ginecologici, i secondi, associati al freddo, per contrastare gli eccessi di calore come le infiammazioni della pelle. Le varie sostanze, dagli effetti ora terapeutici ora velenosi a seconda del principio contraria contrariis curantur, furono da lui in tal modo organizzate in base alla loro somiglianza con i sintomi del corpo umano.
In ambito romano anche Plinio il Vecchio accennò alla dottrina delle segnature, pur senza enunciarla, nella sua Naturalis historia.
Nella tarda antichità una nuova tradizione alchemica si sviluppò nel contesto filosofico del neoplatonismo e dell'ermetismo, attingendo alle dottrine orientali delle religioni rivelate, come la kabbalah, il misticismo cristiano, l'alchimia islamica, prendendo coscienza come «la divina Provvidenza avesse stabilito per l'uomo di venire sopraffatto dalle malattie, ma allo stesso tempo che si dedicasse a coltivare le piante appropriate per curare tutti i suoi mali».

### Medioevo

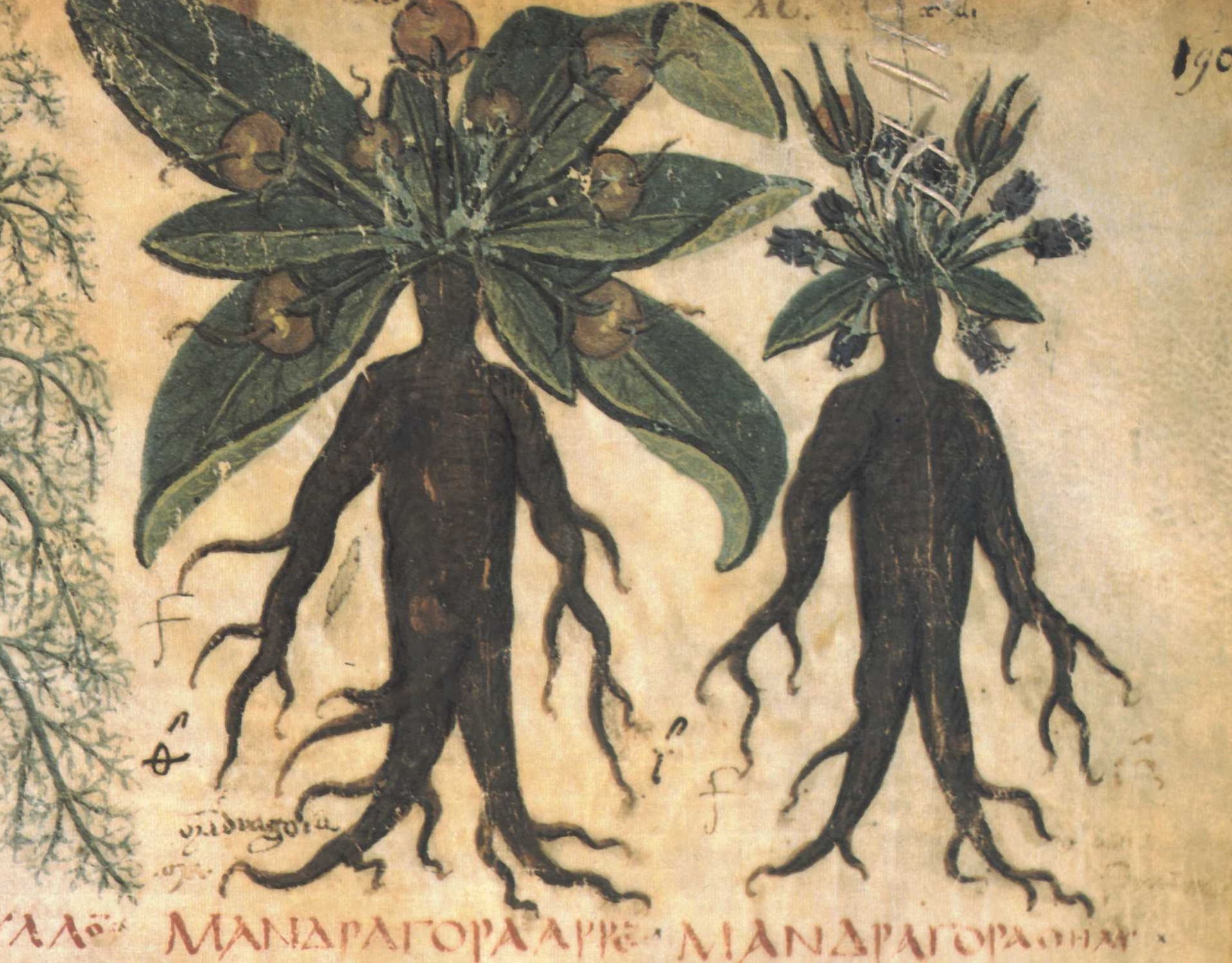
Raffigurazione antropomorfa di una mandragola, ritenuta nel Medioevo un'erba magica.

I botanici medievali rielaborarono la dottrina delle segnature a partire dagli insegnamenti di Dioscoride e Galeno, sostenendo che le erbe somiglianti a certe parti del corpo potessero trattare i disturbi di quelle stesse parti.
La medicina del tempo si mosse in particolare in due direzioni: una, su base astrologica, cercava di individuare le piante più idonee alla cura con l'ausilio delle stelle, l'altra mirava a definire le loro proprietà terapeutiche a seconda della forma delle foglie, del colore, delle appendici, dei succhi, e così via.
Pur occupandosene in maniera preponderante, lo studio delle «segnature» non si limitava alle piante medicinali, catalogandole negli erbari, ma poteva estendersi a tutti i contesti naturali di interesse enciclopedico, anche a bestiari e lapidari in cui rispettivamente venivano descritte le virtù di animali e minerali.
Secondo il pensiero medievale, infatti, tutto nel creato reca un'impronta, una «firma» incisa da Dio che ne è l'autore, acquisendo significato alla luce della cosmogonia rappresentata nella Genesi. Ogni dato assurge a simbolo, ogni essere dell'universo, fatto secondo la dottrina cristiana per servire l'uomo, ha un valore intrinseco portando scritta su di sé la propria funzione spirituale risanante: la sua sola esistenza dimostra quello che è, e quale sia il suo scopo, da decifrare con la semplice osservazione scevra da pregiudizi.

### Dal Rinascimento all'età moderna
La dottrina delle segnature fu ripresa ed esplicitamente teorizzata nel Rinascimento da autori come Cornelio Agrippa (1486–1535), Otto Brunfels (1488-1534), Leonhart Fuchs (1501-1566), Nicholas Culpeper (1616-1654), e in particolare Oswald Croll (1560-1609) con il suo Tractatus de signaturis.

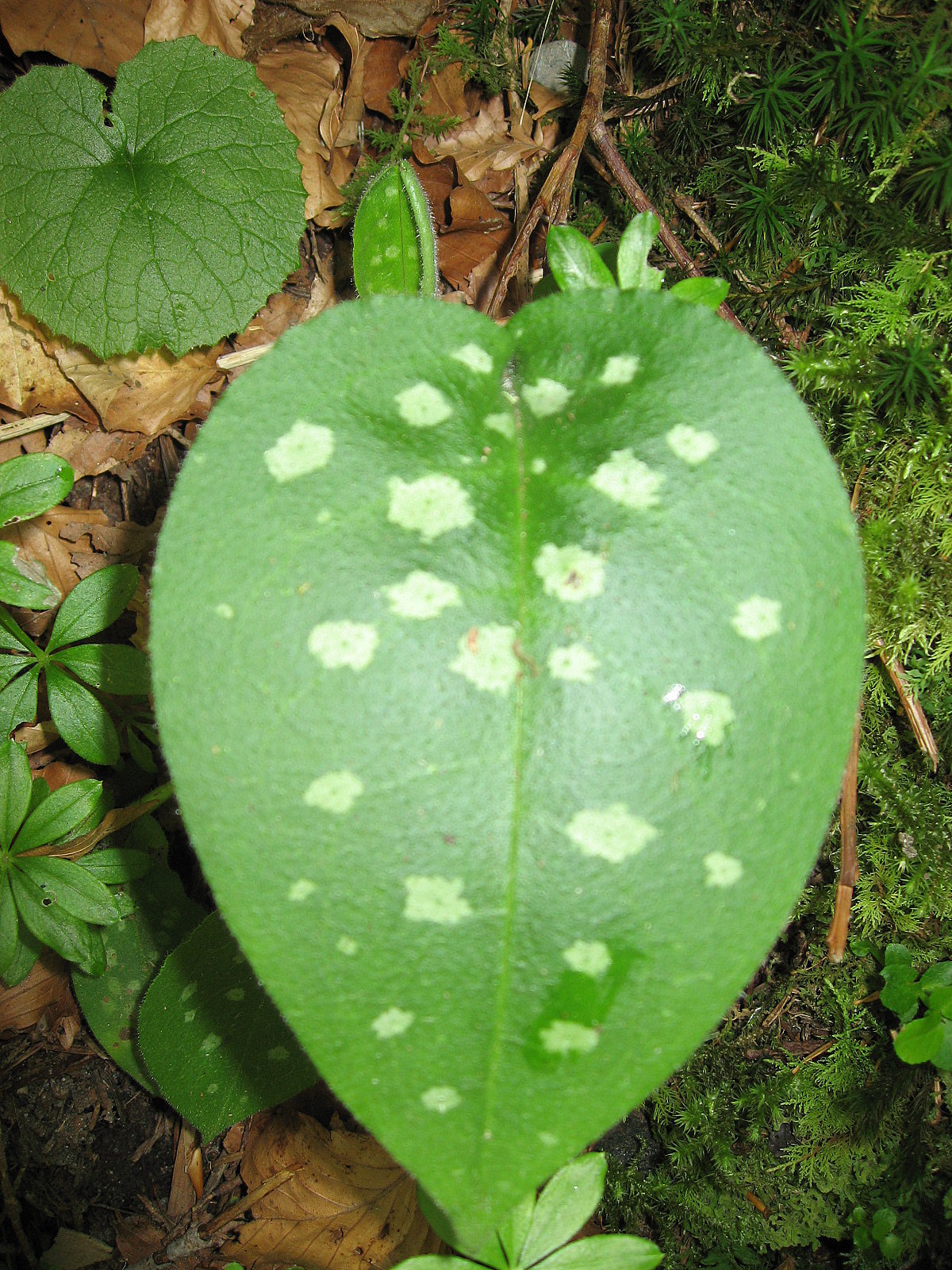
Le foglie maculate della polmonaria evocavano la forma degli alveoli polmonari, da qui il suo utilizzo come trattamento per le patologie respiratorie.

#### Paracelso

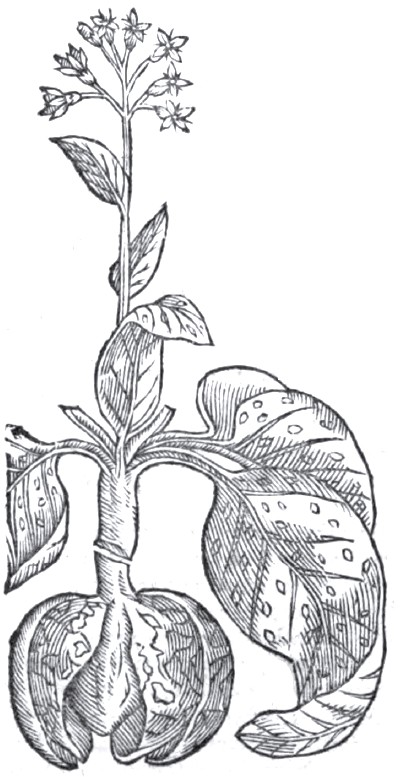
Rappresentazione della polmonaria nella Phytognomonica di Giambattista della Porta, che evoca la disposizione del cuore e dei polmoni.

La figura dominante di questo periodo rimane comunque quella di Paracelso (1493-1541), profondamente cristiano, ma anche erudito in tradizioni alchemiche, pensiero greco e mitologia germanica. Opponendosi alla logica di Aristotele e alla medicina di Galeno, che intese rifondare su basi chimiche sviluppando la cosiddetta «iatrochimica», egli sostenne espressamente la dottrina delle segnature, affermando come «tutto ciò che la natura dà alla luce, si forma secondo l'essenza della virtù inerente ad essa».
L'aspetto esteriore è quindi l'espressione perfetta e inseparabile di una funzione interiore. Le piante di lattice ad esempio sono tali in quanto aumentano il latte nelle donne o il potere seminale negli uomini; le piante carnose o crassulanti, specie se cresciute in ambienti aridi o rocciosi, hanno la capacità di rimettere in carne gli emaciati; le piante con foglie a forma di cuore, polmone o fegato curano le malattie corrispondenti a questi organi, e così via.
Secondo Paracelso, questo potere delle piante risiede in un'essenza vitale che egli chiama «Archeo» o arcano, forza spirituale da intendere come il respiro di Dio o anche «quintessenza», letteralmente ciò che si ottiene dopo una distillazione o una sublimazione ripetute cinque volte; le forme secche delle piante invece rappresentavano per lui soltanto la materia inerte.

Poiché la malattia per Paracelso è il risultato di una forza maligna che attacca dall'esterno gli Archei di un organo, il trattamento mirerà a ripristinare l'essenza malata con la somministrazione di un arcano della stessa tipologia di quello colpito. A differenza del principio contraria contrariis curantur («i contrari vengono curati con i contrari») la guarigione paracelsiana avviene per effetto di un'azione simile al morbo: similia similibus curantur («i simili si curano coi simili»). Un male causato da un veleno deve essere trattato cioè da un veleno affine, convertito in medicamento tramite preparazioni alchemiche: la differenza tra rimedio e veleno risiede unicamente nella preparazione e nel dosaggio. In tal modo egli fece da precursore della moderna omeopatia, affermando: 
(Paracelso)

#### Giambattista Della Porta
Alla fine del Cinquecento la dottrina delle segnature raggiunse infine la sua massima formulazione con la Fitognomica di Giovambattista Della Porta (1535–1615), autore di una sorta di «fisiognomica» delle piante, da lui messe in parallelo con le caratteristiche del corpo umano, e le cui fenomenologie sono chiavi indicative o «firme» delle loro proprietà medicamentose. In questa sua opera del 1588 (Phytognomonica) Della Porta indagò a lungo la vasta rete di corrispondenze segrete e simpatie occulte che intrecciano il mondo, e collegano non solo piante e uomini, ma anche minerali, animali, uomini, luoghi, stagioni, astri.
Gli elementi del regno vegetale compongono per Della Porta un sistema di segni visivi che consente al medico di individuare i rimedi più appropriati a seconda in particolare della loro localizzazione geografica: una determinata regione in cui si verifica una specifica malattia ospiterà la crescita delle piante più idonee a debellarla.

#### Ulteriori sviluppi
Dopo il XVI secolo, con l'emergere di un'impostazione sempre più materialistica nella filosofia della natura, la dottrina delle segnature conoscerà un progressivo declino, ad eccezione di voci isolate come quella di Jakob Boehme (1575–1624) che nel 1621 scrisse il trattato De Signatura Rerum, o di William Coles.
Agli inizi dell'Ottocento le segnature furono in parte riscoperte da Samuel Hahnemann, che tuttavia le mise in relazione con i sintomi delle malattie anziché con le forme fisiche del corpo umano, ponendo il criterio della similitudine a fondamento della sua nuova medicina detta perciò «omeopatica», essendo basata sulla legge di analogia tra potere tossico e potere curativo della stessa sostanza.
La dottrina delle segnature venne infine rivalutata nel Novecento da Edward Bach, scopritore degli omonimi fiori, che attraverso la chiaroveggenza abbinò i suoi trentotto rimedi floreali ad altrettante disarmonie della personalità umana, sulla base della somiglianza tra le caratteristiche morfologiche delle piante e gli stati d'animo squilibrati.

## Esempi di segnature

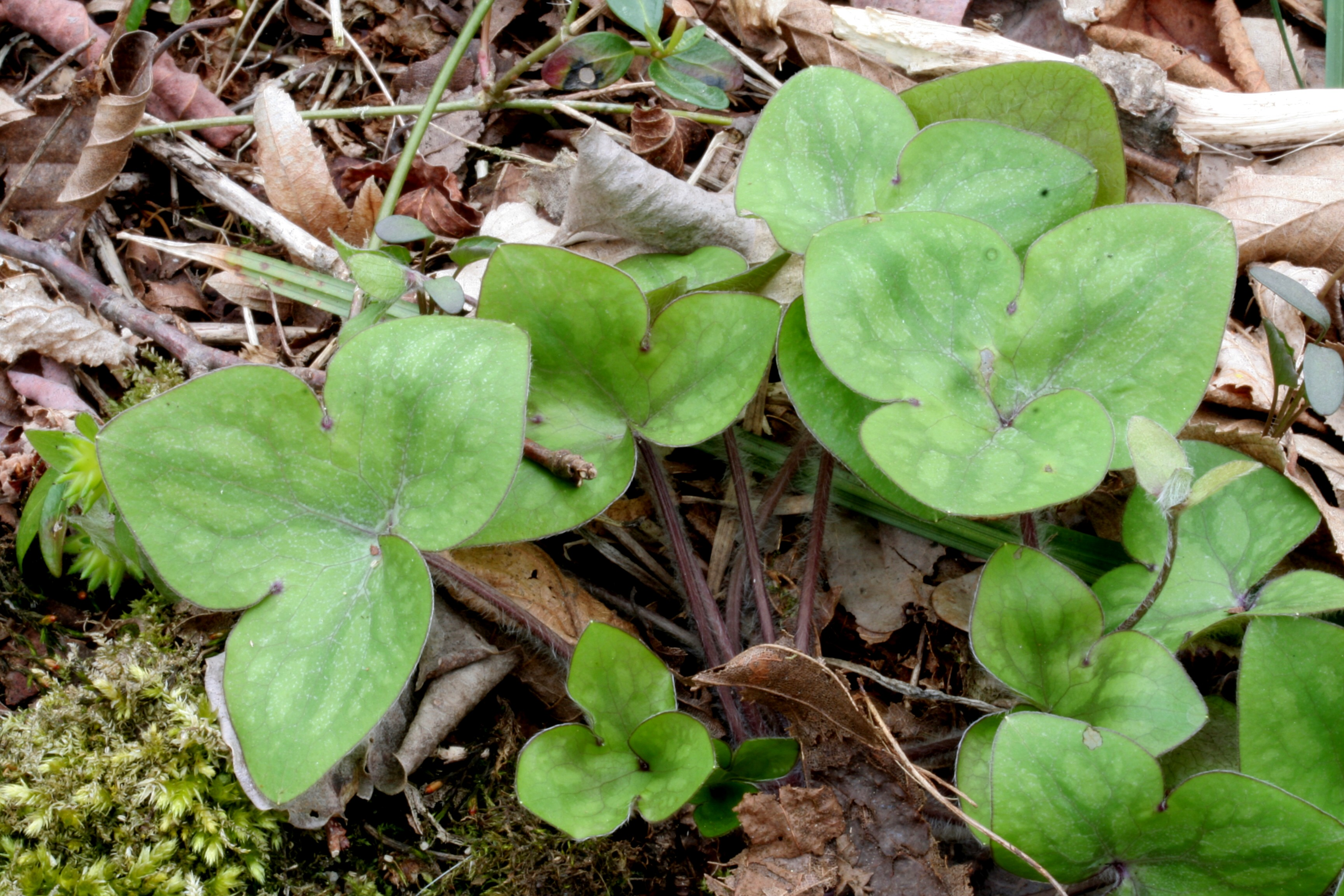
I tre lobi delle foglie di Hepatica nobilis, così come la tonalità rossastra della parte inferiore, evocano il fegato, per questo sono stati a lungo ritenuti efficaci nel trattamento degli affezioni di tale organo, da cui il suo nome.

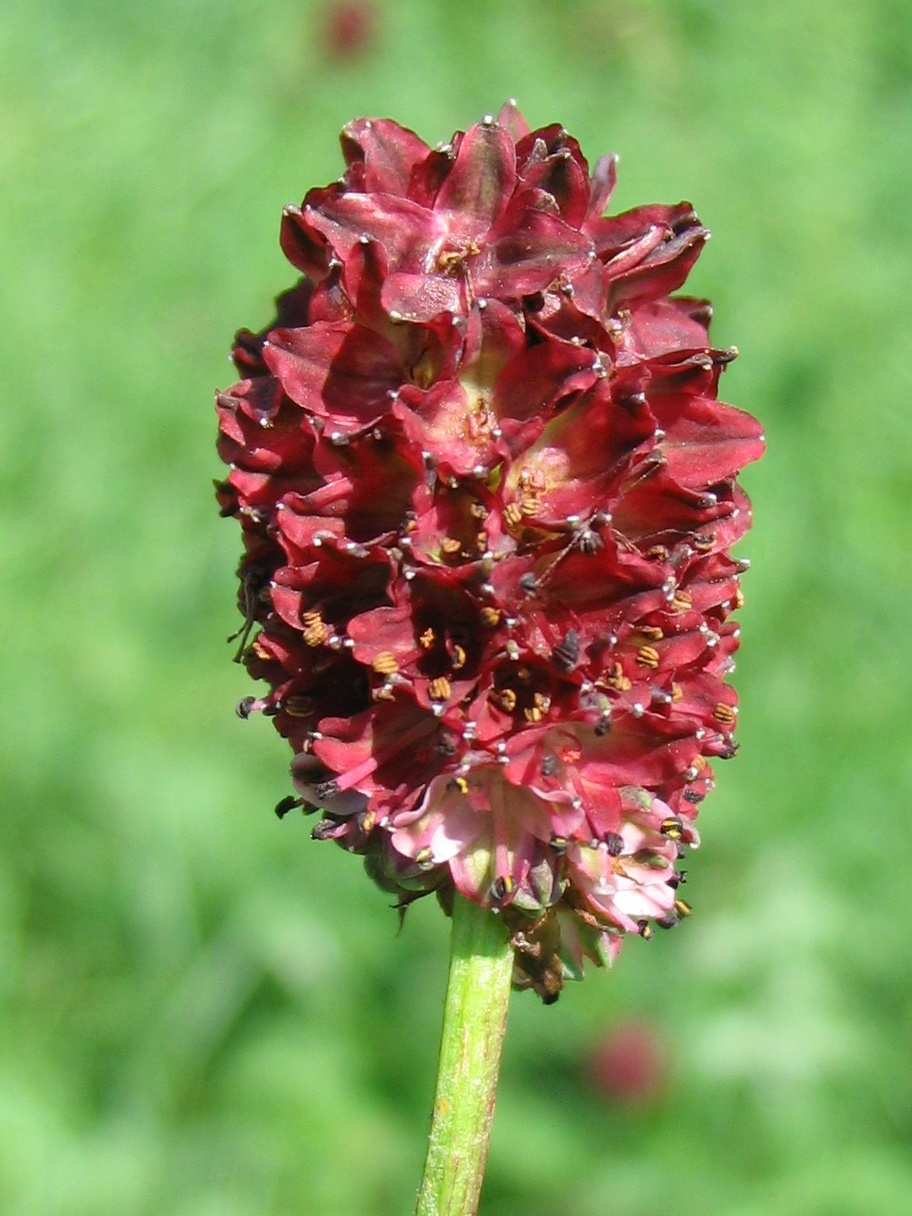
Sanguisorba officinalis, detta anche pimpinella: il suo nome latino deriva dal colore rosso dei fiori, per il quale era ritenuta capace di assorbire il sangue. Le sue proprietà emostatiche sono associate in effetti alla presenza di un'alta concentrazione di tannini nelle radici.

Di seguito alcuni fra i numerosi esempi di segnature delle piante ricorrenti in erboristeria:
- asplenio (Asplenium trichomanes), usato nei trattamenti della milza;[27]
- celidonia (Chelidonium majus), usata nel trattamento dell'ittero, a causa del colore del suo lattice;[28]
- dentaria (Cardamine bulbifera), così chiamata per lenire il mal di denti;[29]
- erba saetta (Sagittaria sagittifolia), così chiamata perché le sue foglie a forma di freccia si riteneva potessero applicarsi alle ferite di quest'arma;[30]
- fiordaliso (Centaurea cyanus), il cui colore azzurro veniva indicato per le affezioni degli occhi blu;[31]
- le epatiche, comprendenti le Marchantiophyta o l'erba trinità (Hepatica nobilis), usate per i problemi al fegato;[25]
- euphrasia, per i disturbi degli occhi;[3]
- polmonaria (Pulmonaria officinalis), usata nelle affezioni dei polmoni;[12]
- salvastrella o pimpinella (Sanguisorba officinalis), a cui erano attribuite proprietà emostatiche, per il suo colore rosso ritenuto capace di assorbire il sangue, da cui il suo nome;[26]
- stregona dei boschi (Stachys sylvatica), a cui sono attribuite qualità antisettiche;[32]
- ranuncolo favagello (Ranunculus ficaria), la cui radice rossa veniva utilizzata contro le malattie del sangue, emorroidi, vene ipertrofiche, e così via;[33]
- viperina azzurra (Echium vulgare), impiegata per curare i morsi di serpente, perché i suoi semi presentano una certa somiglianza con la testa di una vipera.[34]

### Nomenclatura

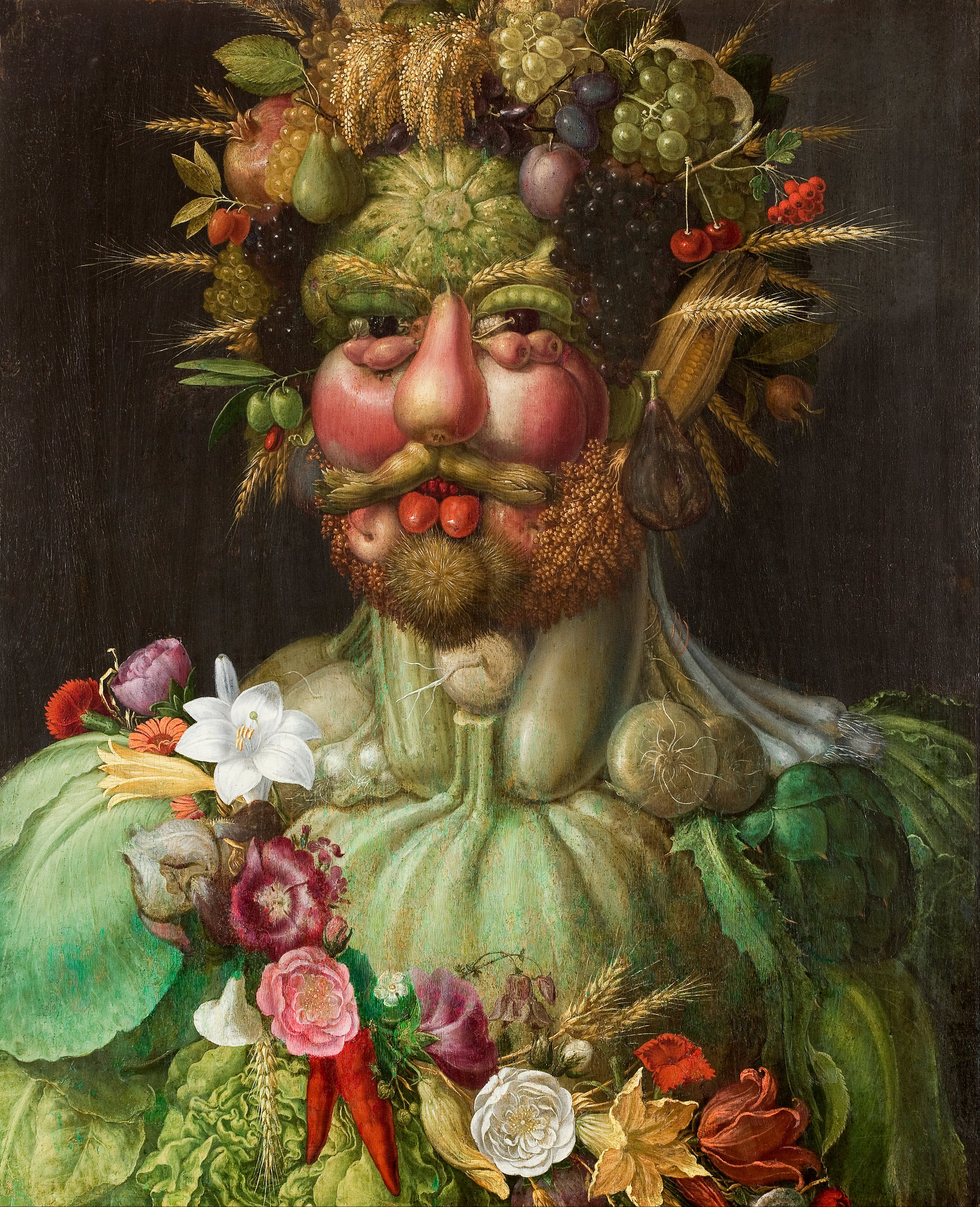
Ritratto dell'imperatore Rodolfo II d'Asburgo, di Giuseppe Arcimboldo (1591), in cui l'artista applica una sorta di rispecchiamento delle segnature tra l'uomo e gli elementi vegetali.

Le nomenclature adoperate per le segnature rivelavano in genere l'uso, o l'organo del corpo, a cui erano destinate.
Uno dei dibattiti in voga durante il Medioevo e il Rinascimento riguardava in particolare il rapporto tra linguaggio e realtà, ovvero se la parola sia semplicemente un segno arbitrario dell'ente a cui si riferisce, secondo la tradizione aristotelica, oppure se essa esprima e possieda l'essenza stessa dell'oggetto nominato, evocandone il potere, come sostenevano Plotino e i neoplatonici. In termini linguistici si trattava cioè della possibile divergenza, o viceversa dell'identificazione, tra il significato e il significante: nel pensiero magico e occulto una siffatta distinzione non esiste, essendo le parole ritenute equivalenti ai contenuti, potendo persino sostituirli.
Un nome in tal caso avrebbe efficacia da sé, ad esempio l'ematite, ritenuta in grado di fermare le emorragie, avrebbe sortito i suoi effetti semplicemente nominandola, per via della forza ispiratrice della sua radice etimologica. La dottrina delle segnature poteva acquisire così, soprattutto in Paracelso, la possibilità di accedere non solo a un sistema di corrispondenze del simile col simile, ma di spingersi fino a una sorta di fusione cosmica: dove i logici vedevano semplicemente un nesso di analogia, i paracelsiani intuivano un principio di identità entro un gioco di rimandi dalle potenzialità infinite.
Le varie terminologie delle segnature usate all'incirca fino al XVIII secolo, quali «coda di volpe», «erba del diavolo», «zampa di allodola», «zoccolo di Venere», «barba di Giove», «dente di leone», ecc. furono infine rimpiazzate da una nomenclatura meno suggestiva e da una classificazione razionale di cui si avvertiva l'esigenza a seguito dell'arrivo in Europa di nuove specie di piante, erbe e semi, provenienti dalle moderne esplorazioni geografiche.
Il sistema di Linneo venne incontro a questa esigenza, fornendo non solo un dizionario, ma anche una grammatica della botanica, in grado di rendere conto di tutte le varietà conosciute e sconosciute, con due sole parole latine composte da meno di 12 lettere ciascuna, che evitando l'eccesso di consonanti risuonassero armoniose all'udito. Linneo raggiunse l'obiettivo di riuscire a dedurre da una foglia o da un frutto l'intero albero o la pianta corrispondente, sebbene basando una tale capacità non più sulle virtù della magia popolare, ma sulla logica di un'«algebra floreale». Il suo successo restò tuttavia limitato all'ambito di una natura intesa come un insieme di specie fisse: l'avvento del darwinismo l'avrebbe rimesso in discussione.
Giorgio Agamben ha ripreso la teoria delle segnature per la sua indagine archeologico-filosofica "Homo sacer".